# Liste der Bodendenkmale in Lindenau (Oberlausitz)
In der Liste der Bodendenkmale in Lindenau (Oberlausitz) sind alle Bodendenkmale der brandenburgischen Gemeinde Lindenau und ihrer Ortsteile aufgelistet. Grundlage ist die Veröffentlichung der Landesdenkmalliste mit dem Stand vom 31. Dezember 2020.
Die Baudenkmale sind in der Liste der Baudenkmale in Lindenau (Oberlausitz) aufgeführt.
|   | Gemarkung                                  | Flur    | Kurzansprache | Bodendenkmalnummer | Bemerkung | Bild |
| - | ------------------------------------------ | ------- | --- | ------------------ | --------- | ---- |
| 1 | Lindenau (Oberlausitz) (Lage)              | 1       | Kirche Neuzeit, Friedhof deutsches Mittelalter, Schloss Neuzeit, Dorfkern deutsches Mittelalter, Kirche deutsches Mittelalter, Gräberfeld Eisenzeit, Dorfkern Neuzeit, Gräberfeld Bronzezeit, Friedhof Neuzeit, Siedlung Urgeschichte, Burg deutsches Mittelalter | 80268              |           |      |
| 3 | Großkmehlen, Lindenau (Oberlausitz) (Lage) | 2, 3, 3 | Mühle Neuzeit | 80442              |           |      |
| 2 | Lindenau (Oberlausitz) (Lage)              | 1       | Steinkreuz aus quarzitischem Sandstein | 80446              |           |      |